# Cantuaria dendyi
Espèce
Synonymes
- Maoriana dendyi Hogg, 1901

Cantuaria dendyi est une espèce d'araignées mygalomorphes de la famille des Idiopidae.

## Distribution
Cette espèce est endémique de Nouvelle-Zélande.

## Étymologie
Cette espèce est nommée en l'honneur d'Arthur Dendy.

## Publication originale
- Hogg, 1901 : On Australian and New Zealand spiders of the suborder Mygalomorphae. Proceedings of the Zoological Society of London, vol. 1901, no , p. 218-279 (texte intégral).